# فرانکو نوریگا
فرانکو نوریگا (انگلیسی: Franco Noriega؛ زادهٔ ۱۶ ژانویهٔ ۱۹۸۹) شناگر سابق، کارآفرین
و مدل (شخص) اهل پرو است. وی از سال ۲۰۱۸ میلادی تاکنون در موسیقی نیز مشغول فعالیت بوده‌است.